# Gölen (Järsnäs socken, Småland)
Gölen är en sjö i Jönköpings kommun i Småland och ingår i Motala ströms huvudavrinningsområde. Sjön har en area på 0,0649 kvadratkilometer och ligger 251,6 meter över havet. Sjön avvattnas av vattendraget Motala Ström.

## Delavrinningsområde
Gölen ingår i det delavrinningsområde (641067-142380) som SMHI kallar för Inloppet i Ylen. Avrinningsområdets medelhöjd är 260 meter över havet och ytan är 0,75 kvadratkilometer. Räknas de 21 delavrinningsområdena uppströms in blir den ackumulerade arean 270,41 kvadratkilometer. Delavrinningsområdets utflöde Motala Ström mynnar i havet. Delavrinningsområdet består mestadels av skog (33 procent), öppen mark (18 procent) och jordbruk (40 procent). Avrinningsområdet har 0,07 kvadratkilometer vattenytor vilket ger avrinningsområdet en sjöprocent på 8,8 procent.